# Aeropuerto Internacional de Yamena
El Aeropuerto Internacional de Yamena es un terminal aéreo ubicado en Yamena, capital de Chad, y es el principal aeropuerto de dicho país.
El aeropuerto posee un uso dual, con instalaciones civiles y militares ubicadas a cada lado de la única pista.

## Aerolíneas y destinos
| Aerolíneas         | Destinos                          |
| ------------------ | --------------------------------- |
| Air France         | París                             |
| ASKY Airlines      | Abuja, Lome, Douala               |
| EgyptAir           | El Cairo                          |
| Ethiopian Airlines | Abeche, Addis Abeba, Douala, Faya |
| Royal Air Maroc    | Casablanca (Directo o Vía DLA)    |
| Tarco Aviation     | Jartum                            |

## Base militar
Existe una base militar francesa en el aeropuerto desde 1986, cuando comenzó la Operación Epervier, y era usado como base francesa durante las operaciones previas. En 2006, Epervier estaba compuesto por 1000 hombres, aviones caza Mirage F-1, helicópteros Puma, y aviones de transporte y reconocimiento.
La base francesa también es compartida con la pequeña Fuerza Aérea de Chad.
La base aérea será devuelta a partir del 31 de enero de 2025, tras la denuncia de los acuerdos de cooperación militar y de defensa de la seguridad por parte del presidente chadiano, Mahamat Deby.Tchad: les forces françaises se retirent de la base d'Abéché, 12 de enero de 2025, TRT.